# Aleuritopteris subargentea
Aleuritopteris subargentea är en kantbräkenväxtart som beskrevs av Ren-Chang Ching och S. K. Wu. Aleuritopteris subargentea ingår i släktet Aleuritopteris och familjen Pteridaceae. Inga underarter finns listade.